# Alberto Galeotti
Pour les articles homonymes, voir Galeotti.
Alberto Galeotti, né vers 1220 à Parme et mort dans cette même ville vers 1285, est un jurisconsulte italien.

## Biographie
Né à Parme au XIIIe siècle, Alberto Galeotti était encore fort jeune lorsqu’il ouvrit une école de droit à Modène, en 1231. Il ne resta que peu de temps en cette ville ; les offres avantageuses qu’on lui fit le déterminèrent à se rendre à Bologne, et il s’y trouvait déjà en 1235. L’attachement qu’il portait à sa patrie l’engagea à y revenir. Il était enfermé dans Parme lorsque l’empereur Frédéric II assiégea cette ville en 1247 : il parvint à s’en échapper, et se réfugia à Padoue. Trois ans après il revint à Parme. On ignore la date précise de sa mort, que quelques biographes placent à l’année 1285.

## Œuvres
- Aurea ac pene divina et vere Margarita seu quæstionum summula, in qua omnes fere quæstiones in foro frequentatæ proponuntur et magistraliter enucleantur : c’est le plus important de ses ouvrages. Guillaume Durand l’a inséré en entier dans son Speculum judiciale ; il a été imprimé à Venise, 1567, et Cologne, 1585: la Bibliothèque nationale de France en possède plusieurs manuscrits.
- Tractatus de pignoribus, manuscrit, dans la Bibliothèque royale de Turin.
- Declarationes judiciorum ;
- Tractatus de consiliis habendis ;
- Reportationes super codice.